# Franz Kohn
Pour les articles homonymes, voir Kohn.
Franz Kohn (né le 15 décembre 1857 à Geestemünde et décédé le 24 mars 1909 dans le même lieu), est un entrepreneur allemand, marchand de bois grossiste, sénateur de Geestemünde, et mécène.

## Biographie

### Famille

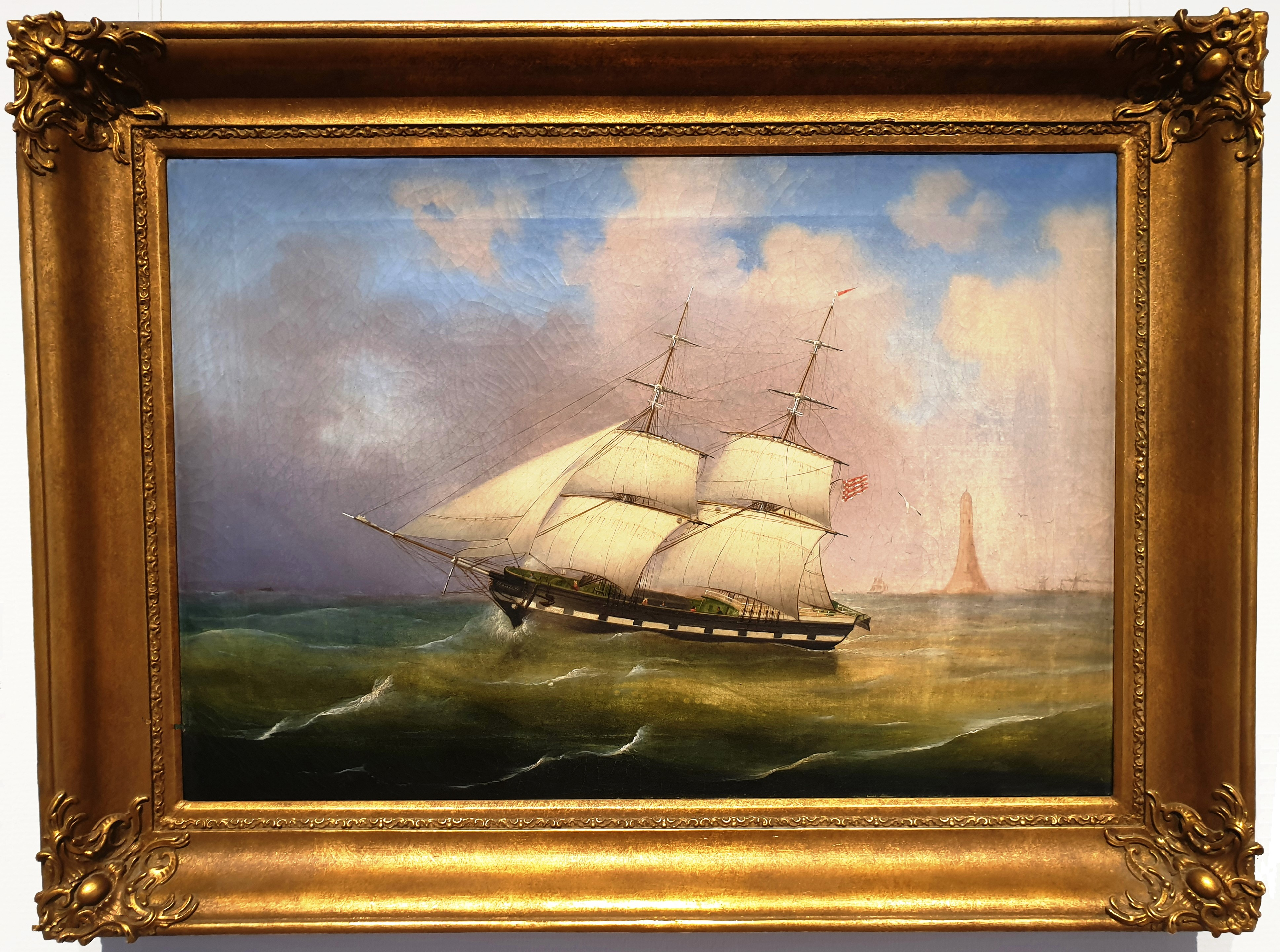
Brigg Johann, portrait de capitaine, pour Franz Johann Syabbe Kohn (1828-1879), le père de Franz Kohn, peint par Carl Justus Harmen Fedeler (1799-1858).

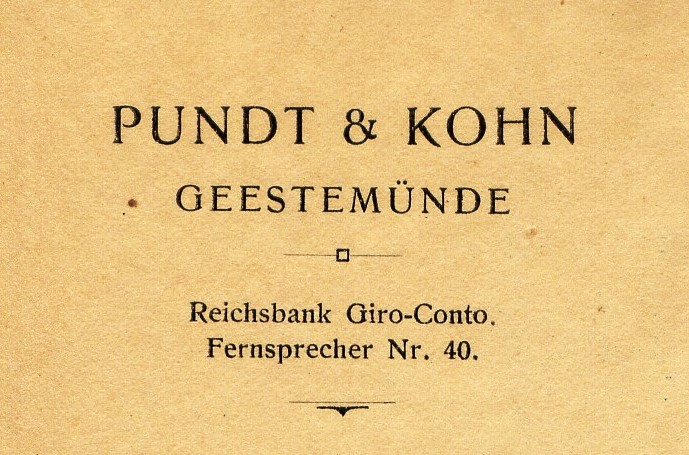
En-tête de la société Pundt & Kohn.

Franz Kohn, fils du capitaine, armateur et marchand de bois Franz Johann Syabbe Kohn (né le 16 mai 1828 à Klippkanne, Brake et décédé le 13 août 1879 à Geestemünde) et de son épouse Maria Rebecca, née Riedemann (1827-1870), était grossiste en bois et entrepreneur et possédait l'un des plus grands magasins d'importation de bois dans le nord de l'Allemagne. Il était marié à Johanna Margarethe, née Franz Gehrels. (1862-1925). Le couple Kohn eut deux fils, Gerhard et Hans Kohn.
Les ancêtres étaient des capitaines et propriétaires de voiliers d'émigration qui, au XIXe siècle, transportaient des émigrants de Brake (Unterweser) et Bremerhaven vers l'Amérique et faisaient du commerce sur le chemin du retour via les Caraïbes. faisaient du commerce outre-mer. Avec l'avènement de la navigation à vapeur au milieu des années 1850, les affaires devinrent moins rentables. Le père de Franz Kohn s'installa et acheta en 1863 une entreprise d'importation de bois Pundt & Kohn. (P&K). Favorisé par la construction de nouvelles installations portuaires sur la Geeste ainsi que par la croissance rapide de la demande de bois de mine, de traverses de chemin de fer et de bois de construction pour les habitations et les usines dans le cadre de la croissance démographique et de la révolution industrielle du XIXe siècle, le commerce prospéra. L'offre locale de bois ne pouvant plus répondre à cette forte demande, on se tourna vers l'importation de bois, principalement en provenance de Scandinavie, de Russie et en partie aussi d'Amérique, d'où l'on achetait principalement des bois précieux. Compte tenu du poids des marchandises transportées, la voie fluviale était de loin la plus économique jusqu'à une bonne partie du XIXe siècle. Ce n'est donc pas un hasard si les entreprises d'importation de bois se sont concentrées précisément sur le cours inférieur de rivières comme la Weser, d'où le bois importé et travaillé était distribué par péniches, puis de plus en plus par chemin de fer vers les centres d'industrialisation. 
C'était également le cas de l'entreprise P&K, dont les premiers dépôts de bois se trouvaient dans la Deichstraße (appelée plus tard Bussestraße), directement sur la digue de Geeste, peu avant l'embouchure de la Geeste dans la Weser,. Après seulement cinq ans de collaboration, le copropriétaire Diedrich Pundt quitta l'entreprise en 1868 pour cause de maladie. Dès lors, Franz Johann Syabbe Kohn dirigea seul l'entreprise d'importation de bois qui se développait bien, en liaison avec sa société d'armement possédant ses propres navires ou parts de navires (Guayana et les bricks Marianne, Auguste et Salia), jusqu'à son décès le 13 août 1879. Son fils Franz Kohn reprit ensuite l'entreprise familiale.
Franz Kohn comptait parmi les quatre sénateurs de Geestemünde à la fin du XIXe siècle. Il était également considéré comme l'un des précurseurs de la construction de logements sociaux dans la région. Au début des années 1890, il demanda pour huit de ses ouvriers, l'autorisation de construire un lotissement à proximité de son entreprise, sur le Geestrücken à Hülsen, à la périphérie de Geestemünde, où il n'y avait ni égouts ni électricité. En 1893, il obtint le permis de construire. Kohn transféra la propriété de la Arbeitercolonie im Hülsen, une fois celle-ci achevée, à la Gemeinnütziger Kreisbauverein Geestemünde GmbH. La société céda les maisons aux habitants pour qu'ils les louent à l'achat. Ce sont surtout des ouvriers venus de Frise orientale, de Westphalie et du Land voisin de Wursten qui s'y installèrent. L'extension de la cité ouvrière était en grande partie terminée en 1905. Environ 90 familles nombreuses, soit 500 personnes, y vivaient déjà. La solidarité sociale des habitants se manifestait entre autres par la vie communautaire, par exemple la création d'une chorale de tambours et de fifres.